# Iouri Lebedev
Pour les articles homonymes, voir Lebedev.
Iouri Vassilievitch Lebedev (en russe : Юрий Васильевич Лебедев), né le 1er mars 1951 à Moscou en URSS, est un joueur professionnel russe de hockey sur glace.

## Carrière de joueur
Il commence sa carrière professionnelle en championnat d'URSS avec le CSKA Moscou en 1969. Par la suite, il a porté les couleurs des Krylia Sovetov. En 1985, il met un terme à sa carrière. Il termine avec un bilan de 473 matchs et 181 buts en élite soviétique.

## Carrière internationale
Il a représenté l'URSS à 127 reprises (25 buts) sur une période de neuf ans de 1972 à 1981. Il a notamment participé à six éditions championnats du monde pour autant de médailles d'or, et aux Jeux olympiques de 1980 (médaille d'argent).

## Statistiques en équipe nationale
| Année | Équipe | Compétition |    | PJ | B | A | Pts | Pun               |  | Résultats |
| 1973  | URSS   | CM          | 3  | 2  | 2 | 4 | 0   | Médaille d'or     |  |           |
| 1974  | URSS   | CM          | 10 | 3  | 3 | 6 | 6   | Médaille d'or     |  |           |
| 1975  | URSS   | CM          |    |    |   |   |     | Médaille d'or     |  |           |
| 1976  | URSS   | CC          | 4  | 0  | 0 | 0 | 0   | Médaille d'or     |  |           |
| 1978  | URSS   | CM          |    |    |   |   |     | Médaille d'or     |  |           |
| 1979  | URSS   | CM          |    |    |   |   |     | Médaille d'or     |  |           |
| 1980  | URSS   | JO          | 7  | 3  | 5 | 8 | 4   | Médaille d'argent |  |           |
| 1981  | URSS   | CC          | 7  | 0  | 1 | 1 | 8   | Médaille d'or     |  |           |
| 1981  | URSS   | CM          |    |    |   |   |     | Médaille d'or     |  |           |